# Don't Check on Me
«Don't Check on Me» (укр. Не перевіряй мене) — пісня американського співака Кріса Брауна, що стала шостим синглом з його альбому Indigo. Пісня виконана за участі канадського співака Джастіна Бібера та вокалістки Атії «Ink» Боггс. Сингл випущено у цифровому форматі 25 червня 2019 року.

## Створення та композиція
У пісні звучить риф акустичної гітари, подібний до попередніх пісень Брауна «With You» та Бібера «Love Yourself». Це перша співпраця двох артистів з 2011 року, після того як вони випустили спільний сингл «Next to You». Ink у пісні звучить на беквокалі.
Лірично, пісня розповідає про перехід від минулих стосунків, і Браун, і Бібер радять своїм колишнім коханим припинити перевіряти їх, і щоб стосунки закінчувалися не просто так.

## Чарти
| Чарт (2019)                               | Найвища позиція |
| ----------------------------------------- | --------------- |
| Австралія (ARIA)                          | 20              |
| Австрія (Ö3 Austria Top 75)               | 58              |
| Канада (Canadian Hot 100)                 | 48              |
| Чехія (Singles Digitál Top 100)           | 79              |
| Данія (Tracklisten)                       | 23              |
| Німеччина (Official German Charts)        | 93              |
| Ірландія (IRMA)                           | 40              |
| Нідерланди (Mega Single Top 100)          | 70              |
| Нова Зеландія (RIANZ)                     | 13              |
| Норвегія (VG-lista)                       | 18              |
| Шотландія (Official Charts Company)       | 81              |
| Швеція (Sverigetopplistan)                | 52              |
| Швейцарія (Media Control AG)              | 48              |
| Велика Британія (Official Charts Company) | 29              |
| Велика Британія (UK R&B Chart)            | 15              |
| США (Billboard Hot 100)                   | 67              |

## Сертифікації
| Регіон                                                                                          | Сертифікація | Продажі |
| ----------------------------------------------------------------------------------------------- | ------------ | ------- |
| Австралія (ARIA)                                                                                | Золотий      | 35 000  |
| *продажі, що базуються лише на сертифікаціях ^відвантаження, що базуються лише на сертифікаціях |              |         |